# أوقست هيلمار إدقرين
أوقست هيلمار إدقرين (بالسويدية: Hjalmar Edgren)‏ هو مترجم سويدي، ولد في 18 أكتوبر 1840 في  في السويد، وتوفي في 9 ديسمبر 1903 في دانديريد ‏ في السويد.